# カリン・カプシネット
カリン・カプシネット（Karyn Kupcinet 1941年3月6日-1963年11月28日）はイリノイ州シカゴ出身の女優。ケネディ大統領暗殺事件の翌週にウェストハリウッドの自宅で変死しているのが発見された。

## 経歴
彼女は本名をロベルタ・リン・カプシネットといい、NFLのフィラデルフィア・イーグルスでクォーターバックを務めたこともあり、スポーツライターをしているアーブ・カプシネットの娘として生まれた。幼少の頃は友人に「クッキー」（Cookie）と呼ばれた。13歳の時に女優としてデビュー、その後Pine Manor Collegeやニューヨークにあるアクターズ・スタジオで学んだ。
1961年にジェリー・ルイスによってThe Ladies Manにキャスティングされた。1962年夏にラグナ・ビーチのシアターで行われた奇跡の人ではアニー・サリバンを演じた。ドナ・リードのテレビ番組The Donna Reed Showなどにゲスト出演したほかMrs. G. Goes to Collegeにレギュラー出演している。最後の出演はペリーメーソンのテレビシリーズの"The Case of the Capering Camera."というエピソードでこれは彼女の死後2ヶ月が経った1964年1月16日に放送された。
1962年にアンドリュー・プラインとつきあった。この頃彼女はダイエット薬など多くの薬に頼っており万引きをして逮捕されたこともあった。
プラインとの関係は1963年7月に彼女が人工妊娠中絶した頃から冷えたものとなりプラインは別の女性とつきあうようになった。彼女はプラインとそのガールフレンドを追い回すようになり、彼女とプラインが載った雑誌の切り抜きを入れた脅迫状を送った。
高校時代から体重を気にしていた彼女はダイエット薬や処方箋医薬品を常用していた。

## 死の前日から発見まで
死の前日彼女はビバリーヒルズにあるマーク・ゴダード夫妻の自宅でともに夕食をとった。当初午後6時30分から行われるはずだった夕食会は彼女の乗ったタクシーが遅れたため1時間遅れて開始された。ゴダードの夫人がロサンゼルス郡の警察官に語った内容によると彼女の唇は麻痺しているかのようで声がおかしなものとなっており頭を妙な角度に傾けていたという。また夫妻によると縮瞳が見られたという。この食事中に彼女は泣き出したりその日の朝自宅の玄関前に赤ん坊が捨てられていたなどといったとりとめもないことを語った。
午後8時30分に彼女が帰宅するためのタクシーが到着し彼女はゴダード夫妻に電話することを約束し帰宅した。彼女がまっすぐに家に帰ったことは明らかになっており、フリーライターのエドワード・スティーブン・ルビンの訪問を受けており、さらに2人は俳優のロバート・ハザウェイも午後9時30分頃に到着した。彼らはコーヒーを飲みながらテレビを見ていたが彼女が眠気をもよおして隣の部屋に行ったため残った2人はテレビのボリュームを小さめにした（3日後にテレビをつけたところボリュームは小さいままだった）。午後11時15分頃に2人は彼女の家を退出しハザウェイの隣に住んでいるアンドリュー・プラインの家に行き午前3時頃までテレビを見て過ごした。
ゴダード夫妻は彼女からの電話がなかったため心配し11月30日に彼女の家を訪れたところソファの上で裸で死んでいるのを発見し夫妻は彼女の死因が薬物の過剰摂取であると思った。警察が彼女の自宅を調べたところデソキシン、ミルタウンなど多くの薬物が見つかった。また両親や自身、ボーイフレンドとの関係について書き綴ったノートも見つかった。検死官であるハロルド・ボイドは彼女の喉にある舌骨が折れていることを発見、彼女の死は殺人であると判断された。

## 死に対する通説
最初に彼女の死とケネディ大統領暗殺事件を関連づけて考えたのはペン・ジョーンズ・ジュニアで1967年のことだった。彼は11月22日、大統領暗殺のおよそ20分前にロサンゼルスの北およそ50マイル（80km）のオックスナードから大統領が暗殺される危険について電話したのが彼女であったと主張した。彼は彼女が父親から大統領を暗殺する計画があることを聞かされていた（1940年代にジャック・ルビーと知り合いだったと言われる。）と主張、彼女は口封じ及び父親のアーブ・カプシネットにも彼の知っていることを黙っているように警告したのだと主張した。これに対してアーブ・カプシネットは彼や娘が大統領暗殺を事前に知っていたことはないと否定している。また俳優のアール・ホリマンや、彼女とともに11月22日にパームスプリングスを訪れたアンドリュー・プラインらもこの説を否定している。
ジェイムズ・エルロイは1990年代にロサンゼルス郡の警察を訪れ彼女の死について調べ、彼女の所持品の中にストリップダンスをしていたと見られるものがあったことを明かし、椅子の上で踊っていた後、倒れた際に舌骨を折ったのではないか、また薬物の過剰服用については事故ないし意図的なものであったと推測しCrime Waveという自著の中で著述している。また検死官が午前2時に酒に酔って彼女の検死に到着したことをあげて泥酔しており判断を誤ったのではないかとも推測している。この主張に対しても彼女の家族は反対し殺人事件であったと主張している。

## 彼女の死後
オリヴァー・ストーンによる映画、JFKに対して彼女の父親であるアーブ・カプシネットは陰謀論との見方をしていることに反対を表明した。またNBCのトゥデイでJFKの暗殺後に亡くなった人物として娘の名前が取り上げられたことに対してシカゴ・サンタイムズ紙上で怒りのコメントを書いている。
2007年に彼女の姪とウォッシュバーン大学の教授によって彼女の死についての書籍が出版された。

## 関連書籍
- 『ハリウッド、危険な罠』（扶桑社、1997年8月） ISBN 978-4594023218